# Ualabi de muntanya
El ualabi de muntanya (Thylogale lanatus) és una espècie de marsupial del gènere Thylogale genus. Només viu a Papua Nova Guinea.